# Хрістіан Треґер
Хрістіан Треґер (нім. Christian Tröger, 6 жовтня 1969) — німецький плавець.
Призер Олімпійських Ігор 1992, 1996 років, учасник 2000 року.
Чемпіон світу з плавання на короткій воді 1997 року, призер 1993, 2000 років.
Призер Чемпіонату Європи з водних видів спорту 1993, 1995, 1997, 1999, 2000 років.
Чемпіон Європи з плавання на короткій воді 1996 року.
Призер літньої Універсіади 1997 року.